# WTA Finals 2024 – Simplu
Finala WTA 2024 la simplu feminin a avut loc la începutul lunii noiembrie 2024, ca turneul final al sezonului profesionist feminin. Competiția de simplu a Turneului Campioanelor, disputată pentru prima dată în capitala Arabiei Saudite, Riad, a inclus cele mai bine clasate șapte jucătoare din clasamentul Race to the WTA Finals și a opta jucătoare de simplu calificată după alte criterii. Iga Świątek a fost campioana en-titre, dar a fost eliminată în faza round-robin. Świątek este prima campioană en-titre care este eliminată în faza round-robin de la Caroline Wozniacki în 2018, eliminarea ei garantând un campion WTA Finals în premieră.
Coco Gauff a câștigat titlul, învingând-o pe Zheng Qinwen în finală, 3–6, 6–4, 7–6(7–2).
Jasmine Paolini și Zheng Qinwen și-au făcut debutul în competiția de simplu la WTA Finals. Paolini este singura jucătoare din această ediție care s-a calificat atât în turneul de simplu, cât și în cel de dublu.
După două înfrângeri, Jessica Pegula s-a retras din turneu din cauza unei accidentări la genunchi. Ea a fost înlocuită de numărul nouă mondial și prima rezervă Daria Kasatkina. Kasatkina a jucat un singur meci împotriva lui Swiatek, iar durata de 51 de minute a meciului a marcat cel mai scurt meci al Turneului Campionilor în cel puțin opt ediții anterioare. Clasată pe locul 13 la intrarea în turneu, Barbora Krejčíková a devenit cea mai slab clasată jucătoare care a ajuns în semifinale de la Sandrine Testud în 2001 și a devenit prima jucătoare clasată în afara top 10 WTA care a câștigat mai multe meciuri la WTA Finals de la Elena Dementieva în 2000.
Świątek și Arina Sabalenka au fost în lupta pentru locul 1 WTA. Sabalenka și-a asigurat locul 1 mondial la sfârșitul anului pentru prima dată în carieră, după ce a câștigat primele două meciuri din turul I, iar Świątek a pierdut și ea un meci din turul II.

## Capi de serie
1. Arina Sabalenka (semifinale)
2. Iga Świątek (round robin)
3. Coco Gauff (campioană)
4. Jasmine Paolini (round robin)
5. Elena Rîbakina (round robin)
6. Jessica Pegula (round robin, abandon)
7. Zheng Qinwen (finală)
8. Barbora Krejčíková (semifinale)

## Rezerve
1. Daria Kasatkina (a înlocuit-o pe Pegula, round robin)
2. Danielle Collins (nu a jucat)

Note:
- Emma Navarro s-a calificat ca rezervă, dar s-a retras înainte de începerea turneului.[8]

## Tabloul principal

#### Explicația simbolurilor
- Q = calificare
- WC = Wild card
- LL = Lucky loser
- Alt = înlocuitor
- SE = scutire specială
- PR = clasament protejat
- ITF = calificat prin clasament ITF
- JE = junior scutit
- w/o = victorie fără opoziție
- r = retras
- d = descalificat

### Finală
|  | Semifinale | Semifinale         | Semifinale | Semifinale   | Semifinale |   |            | Finală | Finală | Finală | Finală | Finală |  |
|  |            |                    |            |              |            |   |            |        |        |        |        |        |  |
|  | 1          | Arina Sabalenka    | 64         | 3            |            |   |            |        |        |        |        |        |  |
|  | 1          | Arina Sabalenka    | 64         | 3            |            |   |            |        |        |        |        |        |  |
|  | 3          | Coco Gauff         | 77         | 6            |            |   |            |        |        |        |        |        |  |
|  | 3          | Coco Gauff         | 77         | 6            |            | 3 | Coco Gauff | 3      | 6      | 7      |        |        |  |
|  |            |                    |            |              |            | 3 | Coco Gauff | 3      | 6      | 7      |        |        |  |
|  |            |                    | 7          | Zheng Qinwen | 6          | 4 | 62         |        |        |        |        |        |  |
|  | 7          | Zheng Qinwen       | 7          | Zheng Qinwen | 6          | 4 | 62         | 6      | 7      |        |        |        |  |
|  | 7          | Zheng Qinwen       |            |              |            |   |            |        |        |        |        |        |  |
|  | 8          | Barbora Krejčíková | 3          | 5            |            |   |            |        |        |        |        |        |  |

### Grupa Violet
|   |                 | Sabalenka | Paolini       | Rîbakina           | Zheng              | RR C–P | Set C–P      | Game C–P       | Clasament |
| 1 | Arina Sabalenka |           | 6–3, 7–5      | 4–6, 6–3,          | 6–3, 6–4           | 2–0    | 4–0 (100%)   | 25–15 (62.5%)  | 1         |
| 4 | Jasmine Paolini | 3–6, 5–7  |               | 7–6(7–5), 6–4      | 1–6, 1–6           | 1–2    | 2–4 (33.33%) | 23–35 (39.66%) | 3         |
| 5 | Elena Rîbakina  | 6–4, 3–6, | 6–7(5–7), 4–6 |                    | 6–7(4–7), 6–3, 1–6 | 0–2    | 2–5 (28.57%) | 32–39 (45.07%) | 4         |
| 7 | Zheng Qinwen    | 3–6, 4–6  | 6–1, 6–1      | 7–6(7–4), 3–6, 6–1 |                    | 2–1    | 4–3 (57.14%) | 35–27 (56.45%) | 2         |

### Grupa Portocaliu
|     |                                | Świątek                 | Gauff                | Pegula Kasatkina        | Krejčíková           | RR C–P  | Set C–P           | Game C–P                    | Clasament |
| 2   | Iga Świątek                    |                         | 3–6, 4–6             | 6–1, 6–0 (w/ Kasatkina) | 4–6, 7–5, 6–2        | 2–1     | 4–3 (57.14%)      | 36–26 (58.06%)              | 3         |
| 3   | Coco Gauff                     | 6–3, 6–4                |                      | 6–3, 6–2 (w/ Pegula)    | 5–7, 4–6             | 2–1     | 4–2 (66.67%)      | 33–25 (56.9%)               | 2         |
| 6 9 | Jessica Pegula Daria Kasatkina | 1–6, 0–6 (w/ Kasatkina) | 3–6, 2–6 (w/ Pegula) |                         | 3–6, 3–6 (w/ Pegula) | 0–2 0–1 | 0–4 (0%) 0–2 (0%) | 11–24 (31.43%) 1–12 (7.69%) | X 4       |
| 8   | Barbora Krejčíková             | 6–4, 5–7, 2–6           | 7–5, 6–4             | 6–3, 6–3 (w/ Pegula)    |                      | 2–1     | 5–2 (71.43%)      | 38–32 (54.29%)              | 1         |

Clasamentul este determinat de 1. numărul de victorii; 2. numărul de meciuri; 3. în caz de egalitate între două jucătoare, meciurile directe; 4. în caz de egalitate între trei jucătoare, (a) procentul de seturi câștigate (meciurile directe dacă două jucătoare rămân la egalitate), apoi (b) procentul de jocuri câștigate (meciurile directe dacă două jucătoare rămân la egalitate), apoi (c) clasamentul WTA.